# Keri Hulme
Keri Hulme (Christchurch, 9 marzo 1947 – Waimate, 27 dicembre 2021) è stata una scrittrice neozelandese.
Di origini inglesi, scozzesi e Maori, pubblicò poesie, racconti e un unico romanzo, The Bone People, col quale vinse il Booker Prize nel 1985.

## Opere

### Romanzi
- The Bone People (1984), vincitore del Booker Prize

### Poesia
- The Silences Between (Moeraki Conversations) (1982)
- Lost Possessions (1985)
- Strands (1992)

### Racconti
- Te Kaihau: The Windeater (1986)
- Te Whenua, Te Iwi/The Land and The People (1987)
- Homeplaces: Three Coasts of the South Island of New Zealand (1989)
- Stonefish (2004)